# Paularo
Paularo (friuli nyelven Paulâr) település Olaszországban, Friuli-Venezia Giulia régióban, Udine megyében. Lakosainak száma 2334 fő (2023. január 1.). Paularo Moggio Udinese, Paluzza, Treppo Ligosullo, Arta Terme, Dellach, Hermagor-Pressegger See, Kirchbach és Kötschach-Mauthen községekkel határos.

## Népesség
A település népességének változása:
| Lakosok száma | 2597 | 2556 | 2334 |
|               | 2017 | 2018 | 2023 |

## Testvérvárosok
- Sillingy, Franciaország (2000)
- Kirchbach, Ausztria (2003)
- Bucine, Olaszország (2009)